# Києво-Печерська Лавра (золота монета)
«Ки́єво-Пече́рська Ла́вра» — золота пам'ятна монета Національного банку України номіналом 200 гривень, присвячена видатній архітектурно-історичній пам'ятці Древньої Русі-України, всесвітньо відомому центру духовної культури українського народу — Києво-Печерській лаврі.
Монету введено в обіг 10 квітня 1997 року. Вона належить до серії «Духовні скарби України».

## Опис монети та характеристики
| Номінал грн. | Метал            | Маса, г       | Діаметр, мм | Якість виготовлення | Гурт    | Тираж, штук |
| ------------ | ---------------- | ------------- | ----------- | ------------------- | ------- | ----------- |
| 200          | золото 900 проби | 15,55 / 17,28 | 25,00       | пруф                | гладкий | 20 000      |

### Аверс
На аверсі монети в центрі кола, утвореного намистовим узором, розміщено зображення Троїцької надбрамної церкви Лаврського ансамблю та фрагмент його головної дзвіниці. Праворуч зображено малий Державний Герб України. Внизу по колу — позначення номіналу у два рядки «200 ГРИВЕНЬ», над ним «1996» — рік карбування. По колу монети написи: ліворуч «УКРАЇНА», вгорі та праворуч «КИЕВО-ПЕЧЕРСЬКА ЛАВРА».

### Реверс

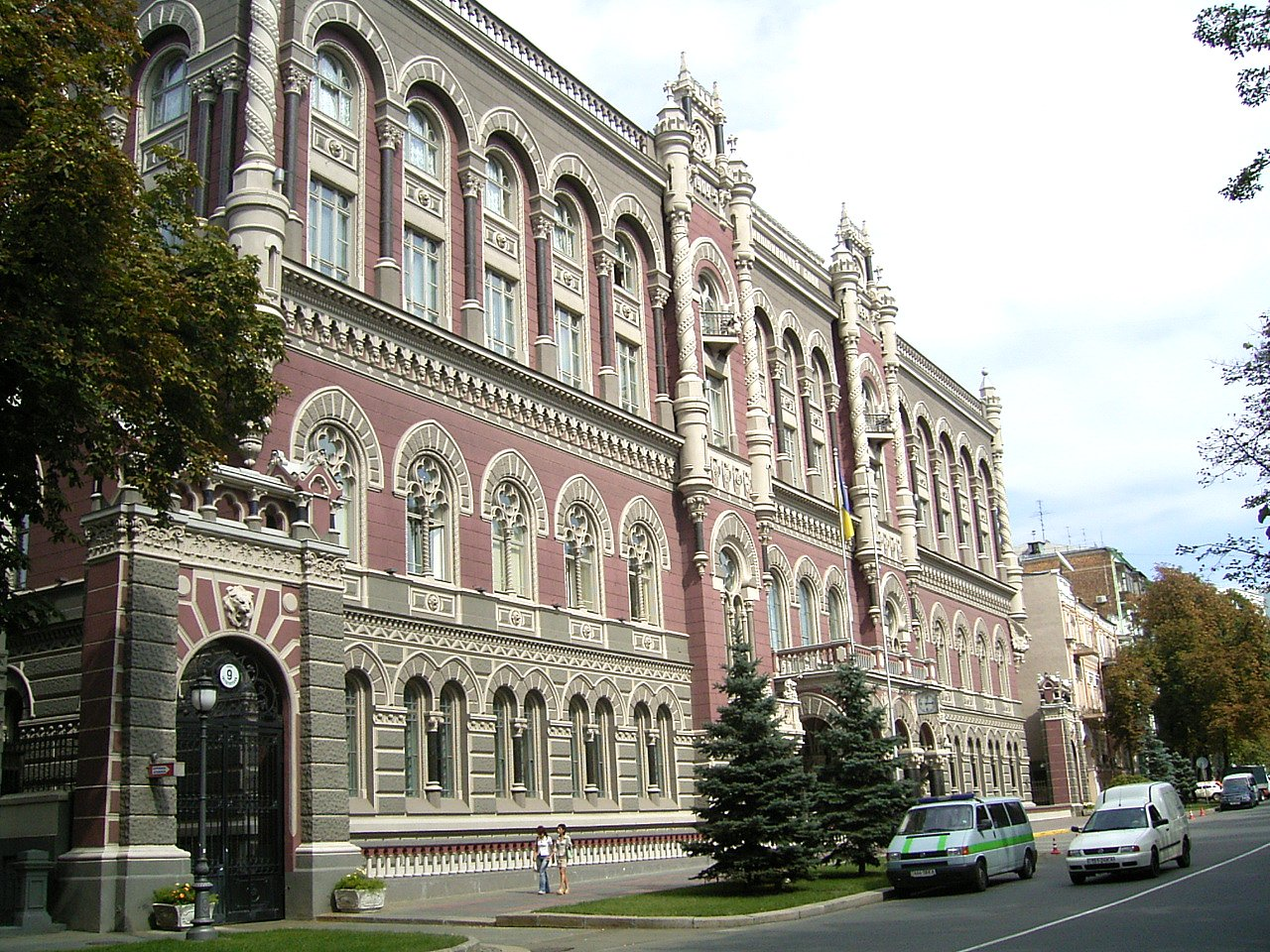
Будівля Національного банку України

На реверсі монети у верхній частині композиції розміщені фрагменти розписів Троїцької надбрамної церкви: «БОГ ОТЕЦЬ, БОГ СИН, БОГ ДУХ СВЯТИЙ» з відповідними написами старослов'янським шрифтом. Під ними зображена Божа мати, покровителька запорізького козацтва. Всі образи розміщені на хмарах. Внизу композицію об'єднує панорама Лаври, в основу якої покладена гравюра роботи Л.Тарасевича з «Патерика Печорського» (1702 р.). Зображення замкнуте у коло, яке утворено намистовим узором. По боках зображення розміщені позначення і проба дорогоцінного металу Au 900 та його вага у чистоті 15,55.

## Автори
- Художник — Олександр Івахненко.
- Скульптор — Кріста Райтер.

## Вартість монети
Ціна монети — 7528 гривень, була вказана на сайті Національного банку України у 2011 році.
Фактична приблизна вартість монети, з роками змінювалася так:
| Рік        | 2010  | 2011  | 2012  | 2013  | 2014  | 2015   | 2016   | 2017   | 2018   | 2019   | 2020   | 2021   | 2022   | 2023   | 2024   | 2025   |
| ---------- | ----- | ----- | ----- | ----- | ----- | ------ | ------ | ------ | ------ | ------ | ------ | ------ | ------ | ------ | ------ | ------ |
| Ціна, грн. | 6 000 | 7 500 | 8 500 | 7 800 | 9 000 | 17 500 | 18 500 | 18 500 | 21 300 | 21 500 | 25 800 | 30 300 | 38 000 | 42 000 | 57 000 | 83 000 |